# La Grande Aventurière
Pour plus de détails, voir Fiche technique et Distribution.
La Grande Aventurière (Die große Abenteuerin) est un film allemand réalisé par Robert Wiene, sorti en 1928.

## Fiche technique
- Titre original : Die große Abenteuerin
- Titre français : La Grande Aventurière
- Réalisation : Robert Wiene
- Scénario : Ferdinand Ujhelyi
- Photographie : Otto Kanturek
- Pays d'origine : République de Weimar
- Format : Noir et blanc - 1,33:1 - Film muet
- Durée : 92 minutes
- Date de sortie : 1928

## Distribution
- Lili Damita : la grande aventurière
- Georg Alexander : Leonce Vigier
- Fred Solm (en) : Bobby Tedd
- Félix de Pomés : Teddy Bill
- Trude Hesterberg : Tante Eulalie
- Paul Hörbiger : Détective
- Rudolf Lettinger : Secrétaire
- Paul Rehkopf : Villain
- Heinrich Schroth : Charles Lowell